# オリガルヒ
オリガルヒ（露: Олига́рх, 複数:Олига́рхи, ロシア語ラテン翻字: Oligárx(i), 宇: Оліга́рх(и), ウクライナ語ラテン翻字: Olihárx(y), 英: oligarch, 仏:Oligarque）とは、ロシアやウクライナなどソ連邦構成共和国の資本主義化（主に国有企業の民営化）の過程で形成された政治的影響力を有する新興財閥。少人数での支配、寡頭制を意味するギリシャ語 ὀλιγάρχης (oligárkhēs、英語:Oligarchy) にちなむ。
オリガルヒは欧米・アジアの自由主義国のメディアで、NIS諸国の経済状況についてしばしば使われる言葉である。

## 各国のオリガルヒ
- ロシアのオリガルヒ
- ウクライナのオリガルヒ